# Maina-Miriam Munsky

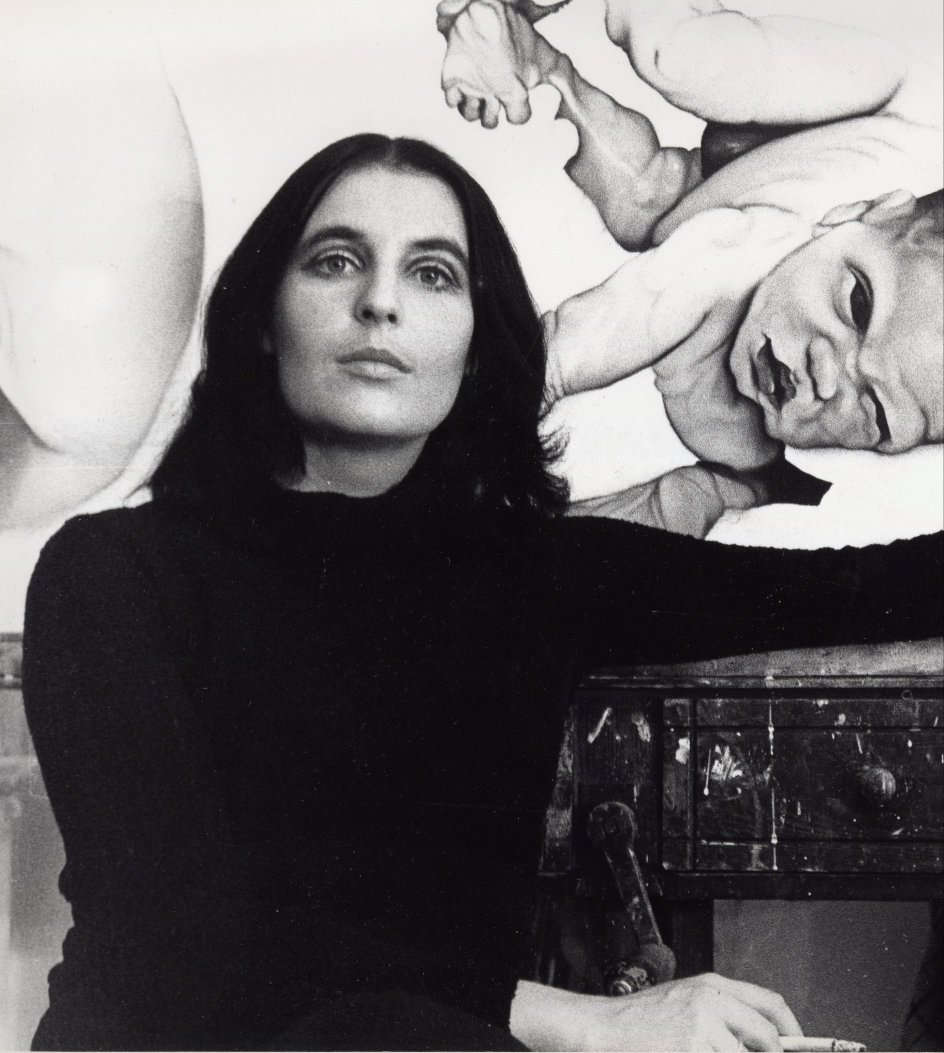
Maina-Miriam Munsky 1971. Foto: Peter Ruppenthal

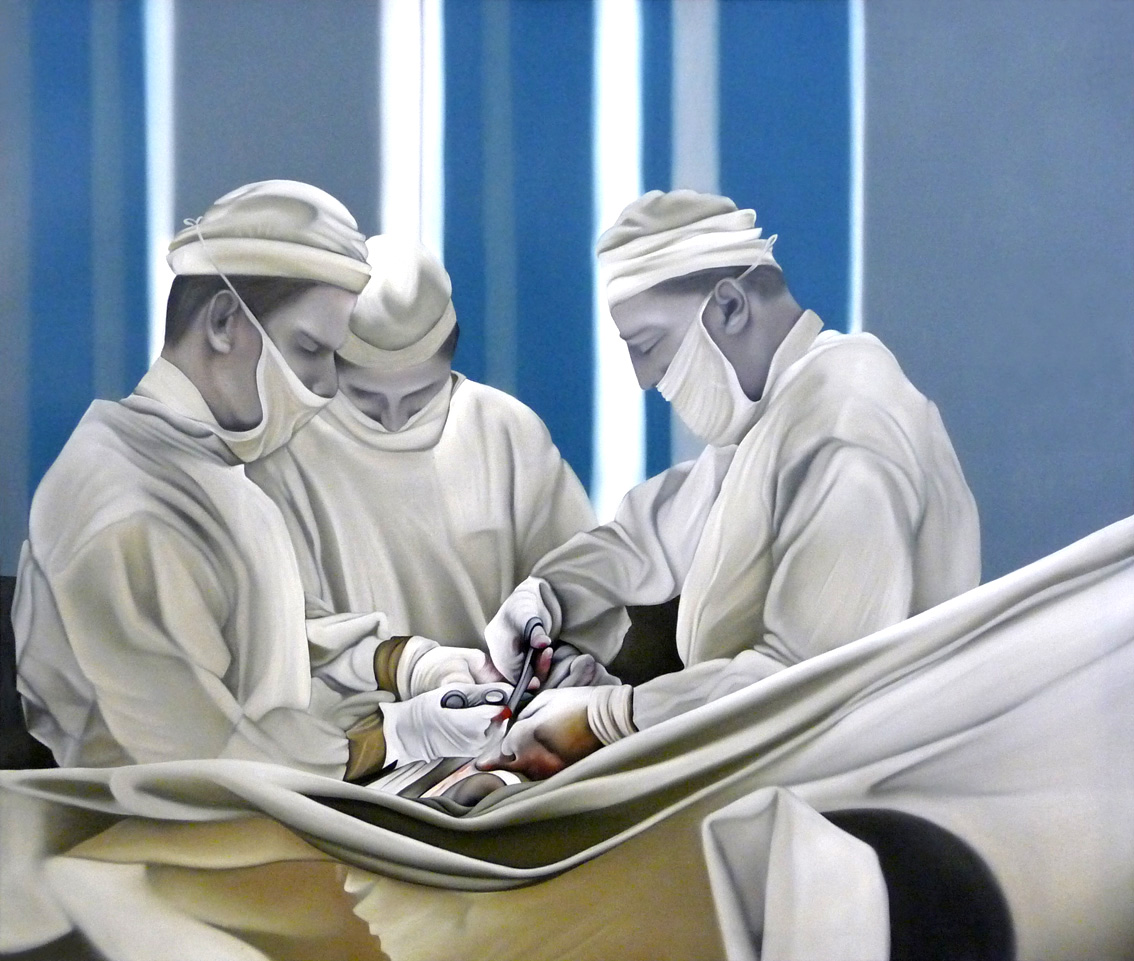
Maina-Miriam Munsky, Eingriff IV (Chirurgen), 1973

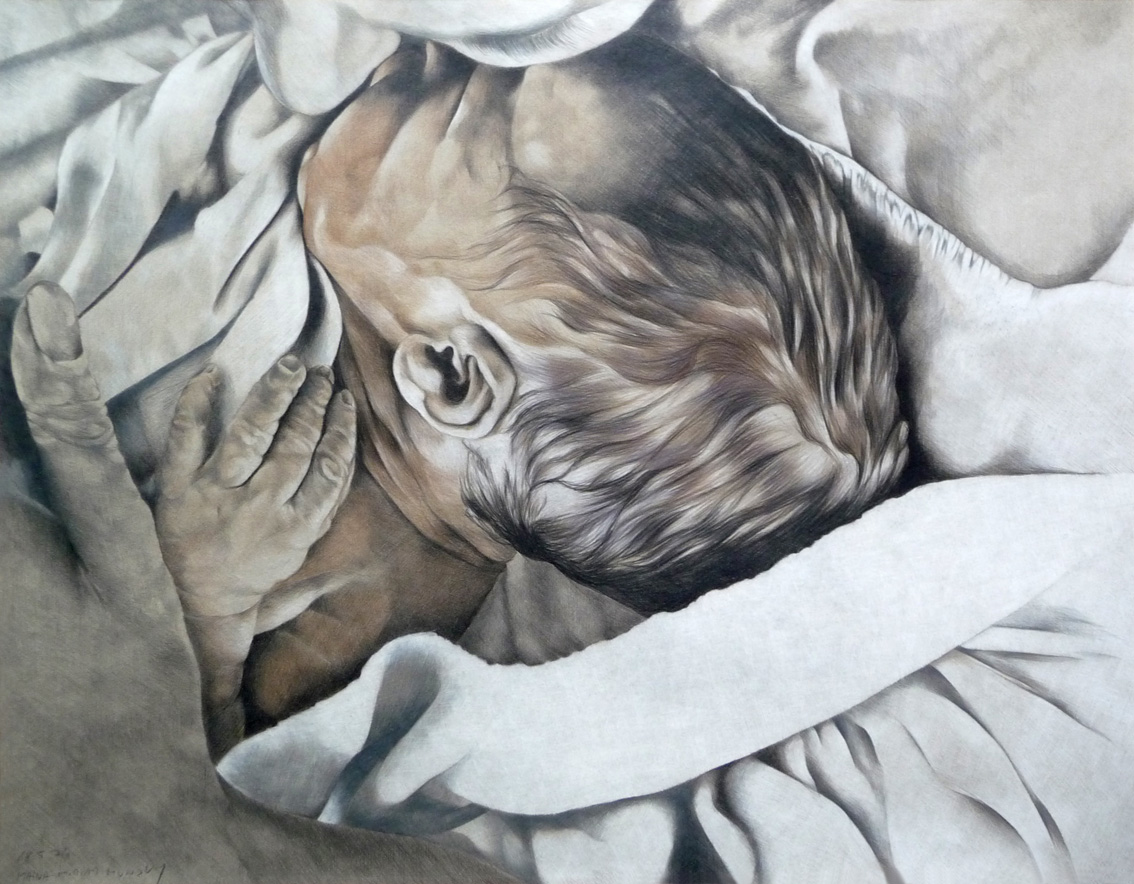
Maina-Miriam Munsky, Nie mehr allein, 1976

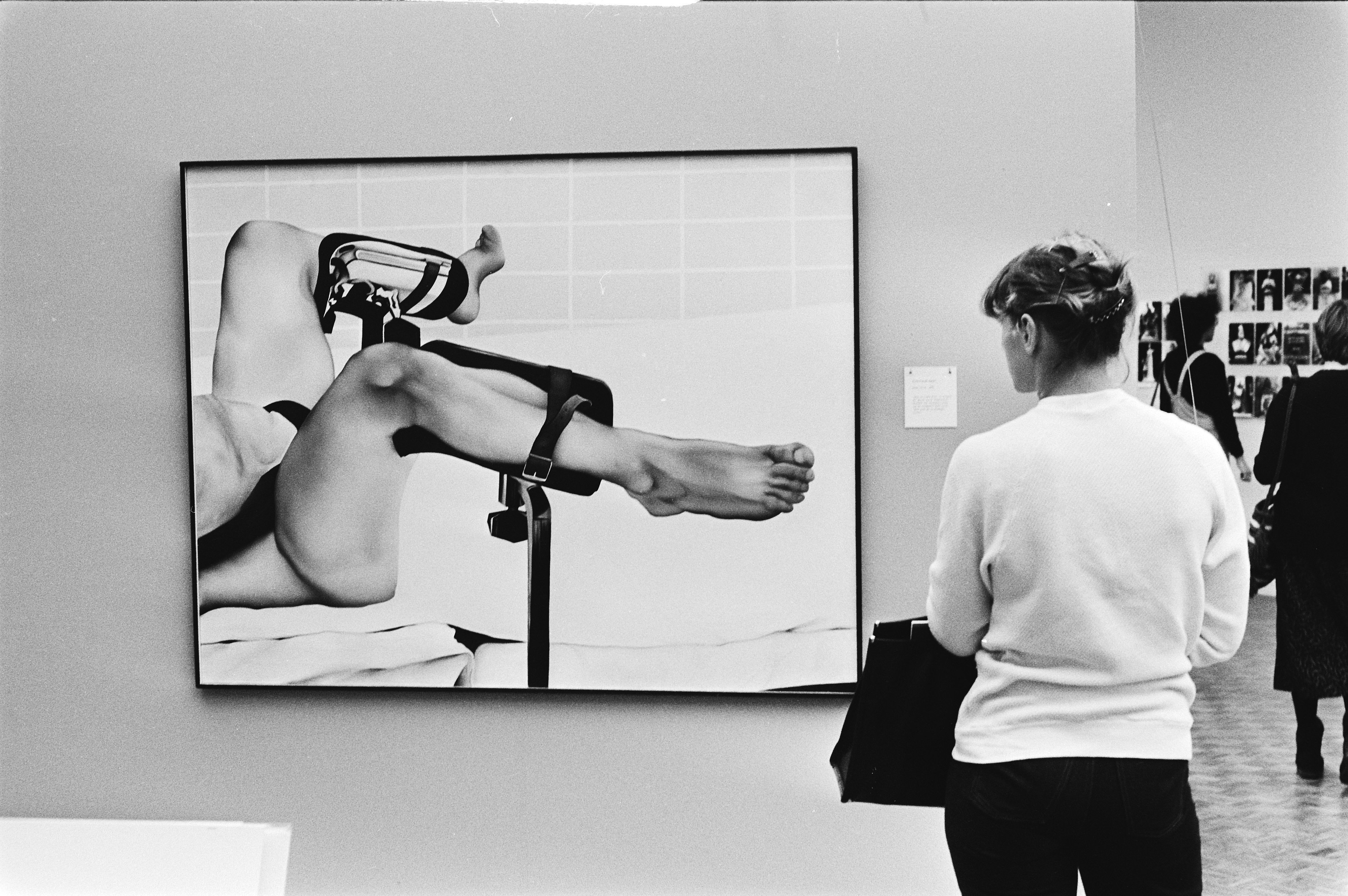
Ausstellung Feministische Kunst International, Haags Gemeentemuseum, 1979. Die Aufnahme zeigt Munskys Gemälde Emanzipation von 1970

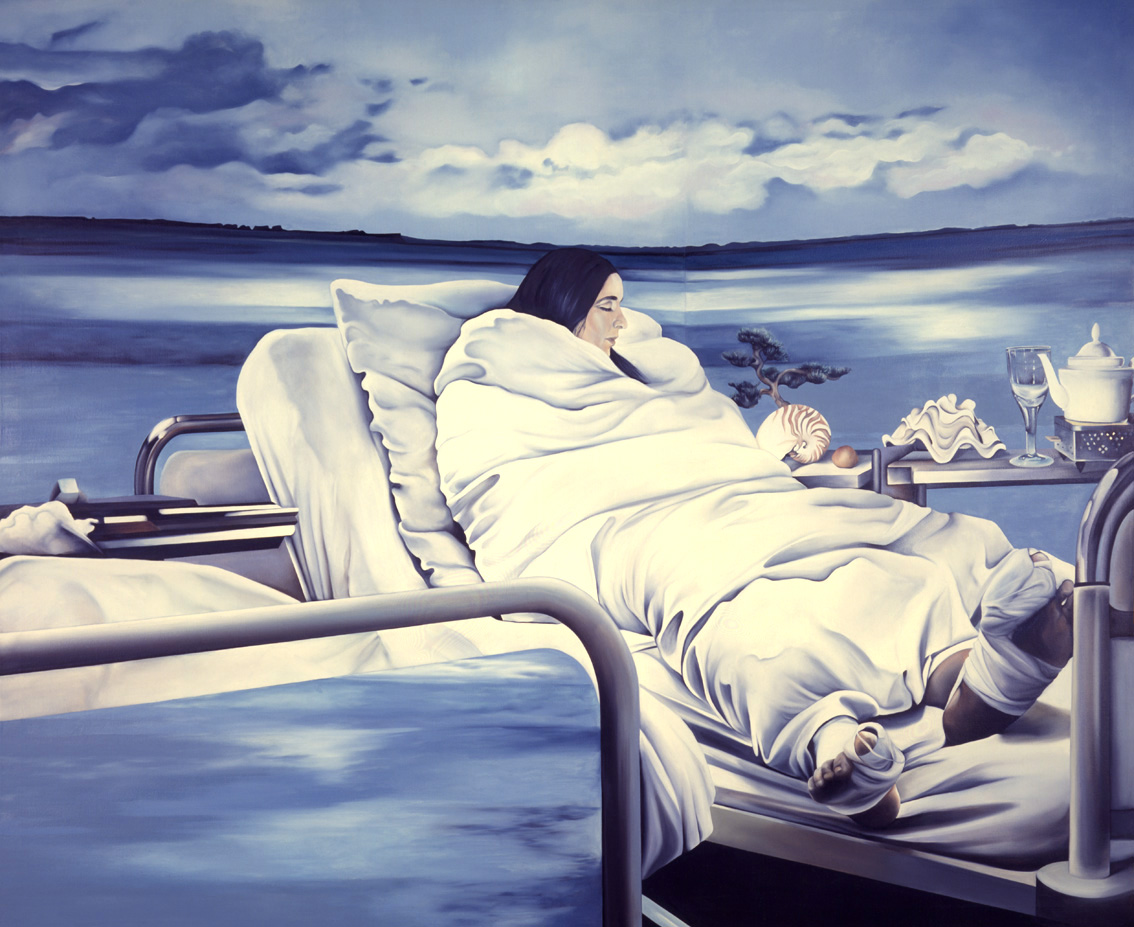
Maina-Miriam Munsky, Selbst, 1978

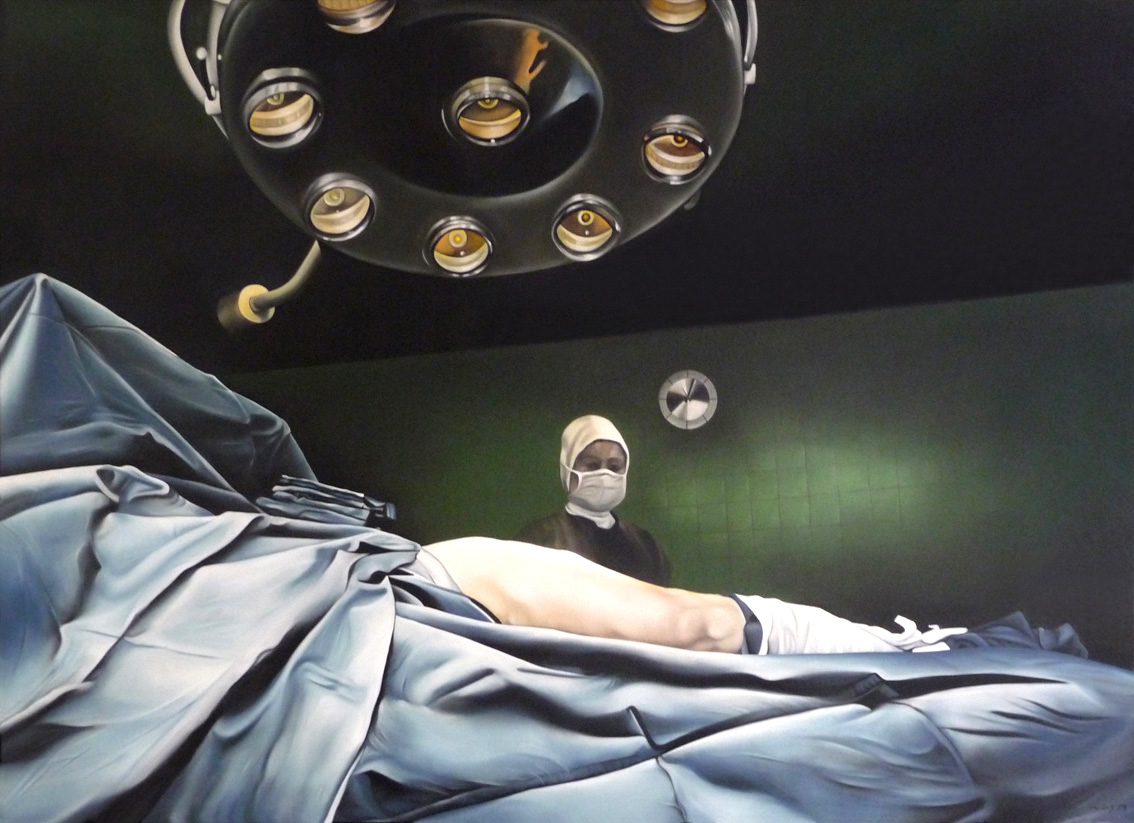
Maina-Miriam Munsky, Bein I, 1974

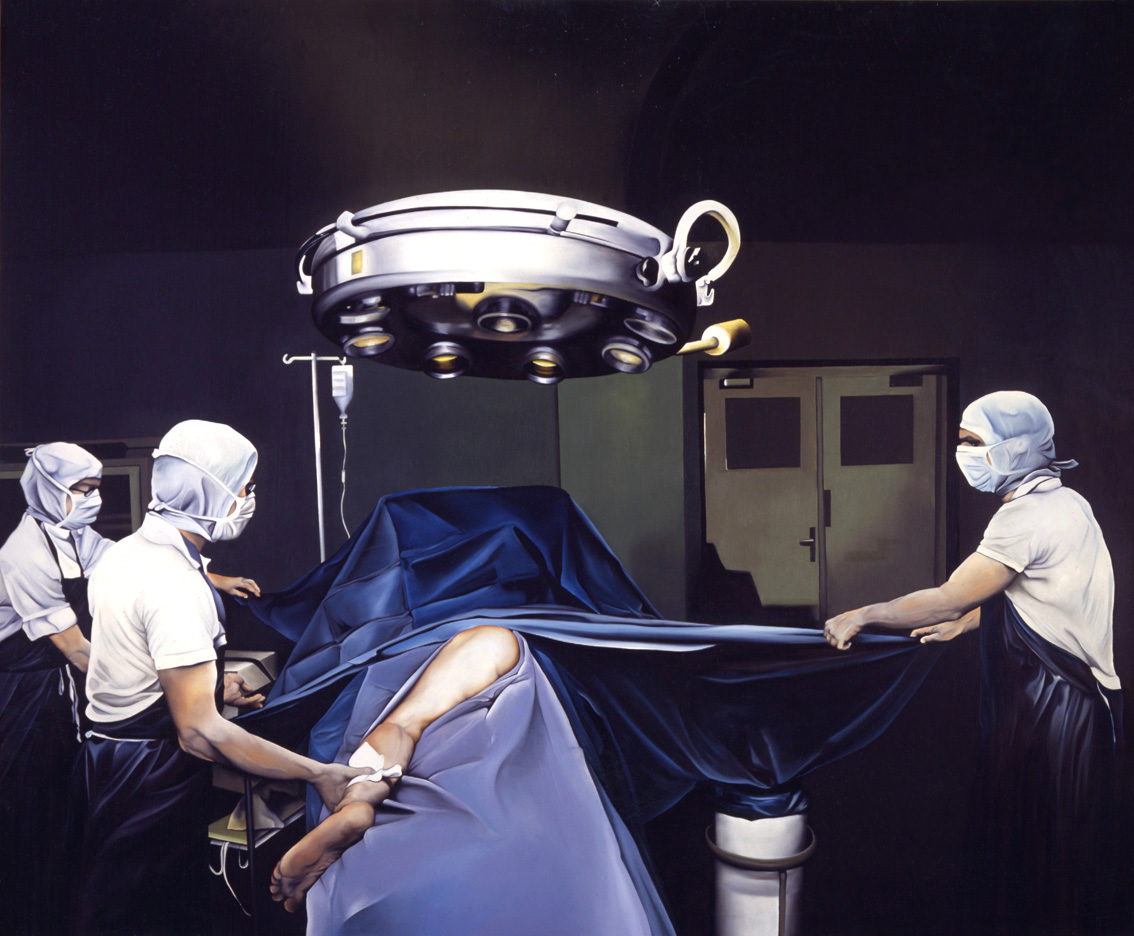
Maina-Miriam Munsky, Bein II, 1978

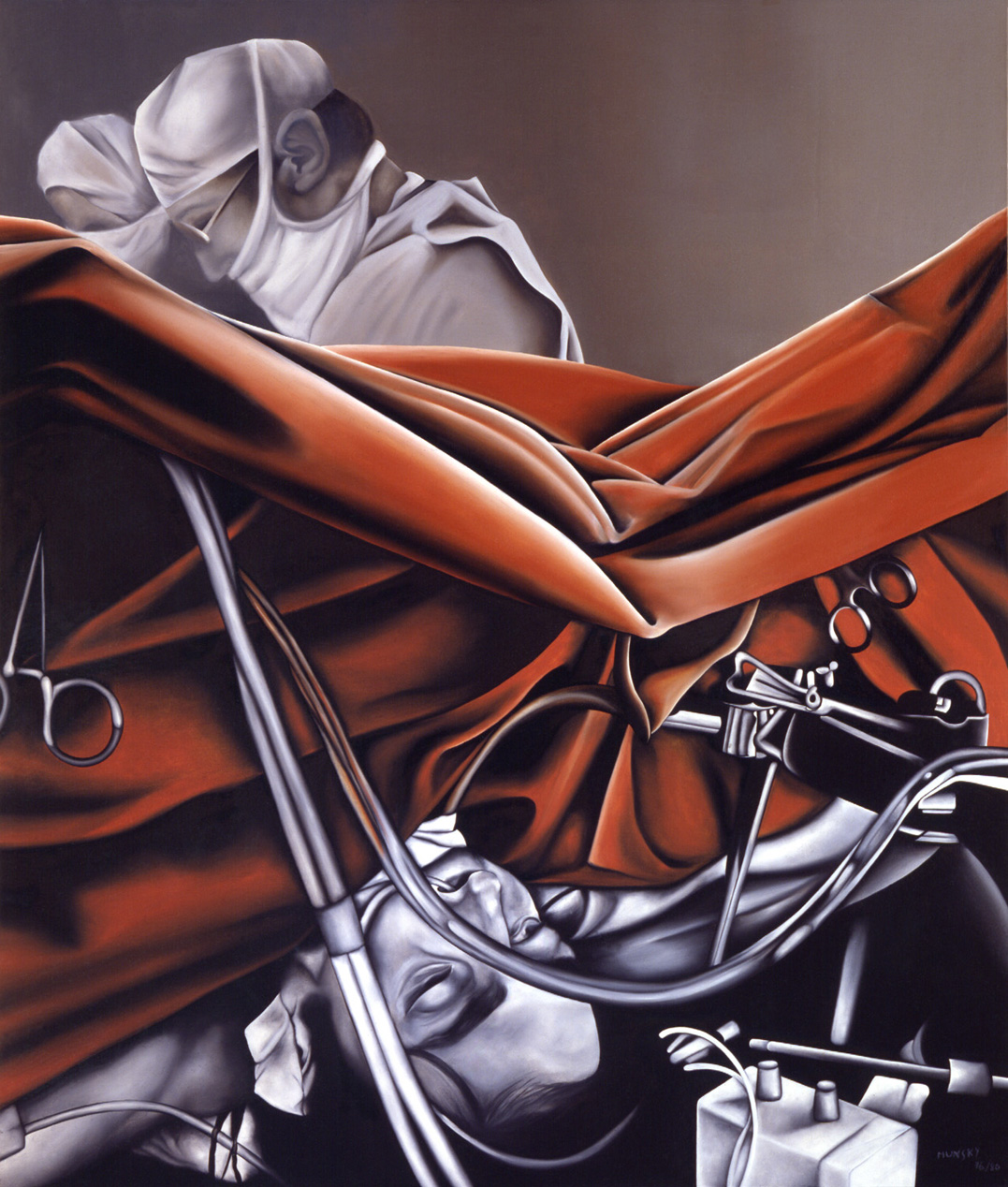
Maina-Miriam Munsky, Das rote Tuch I, 1976

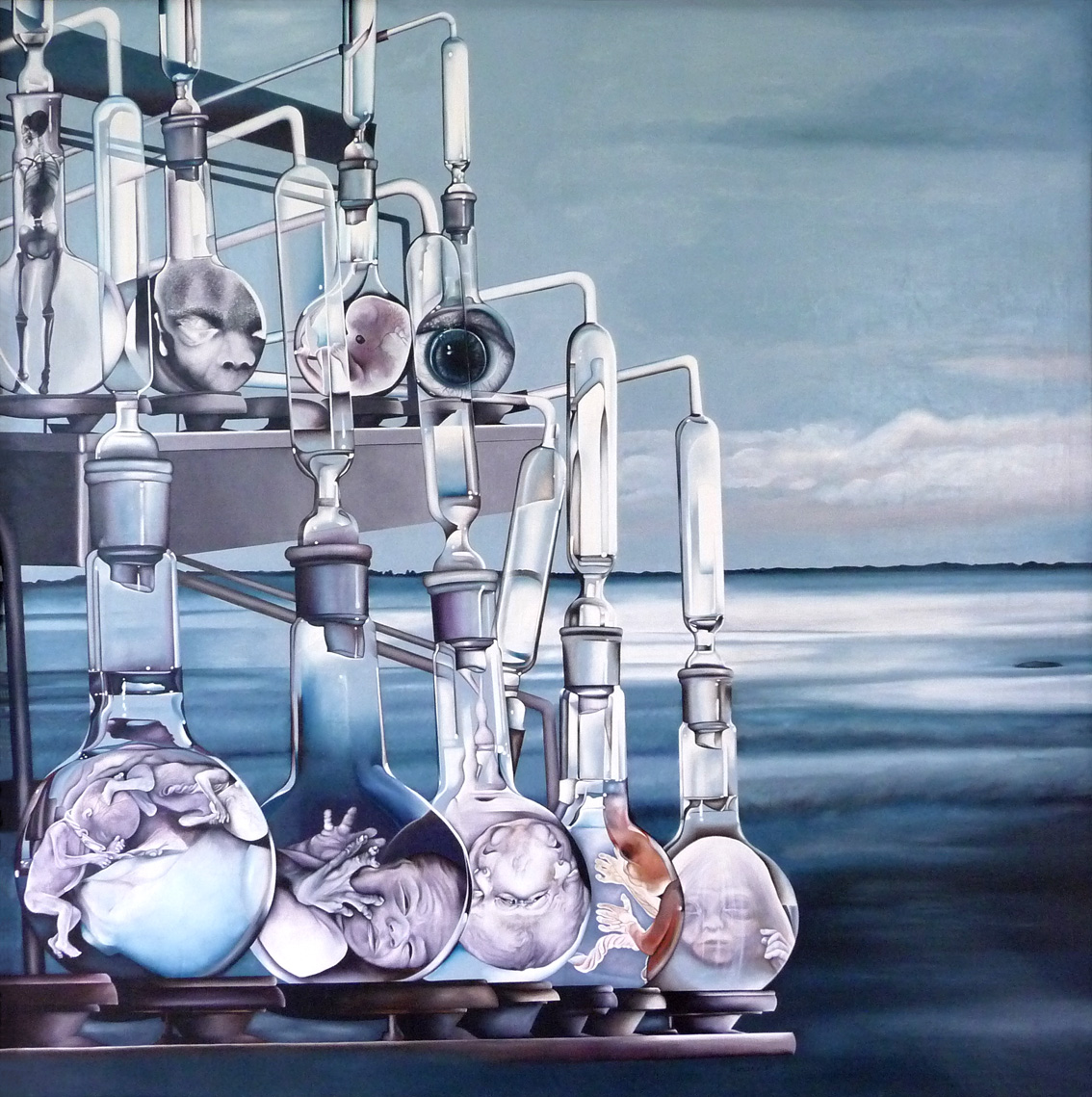
Maina-Miriam Munsky, Manipulation, 1981

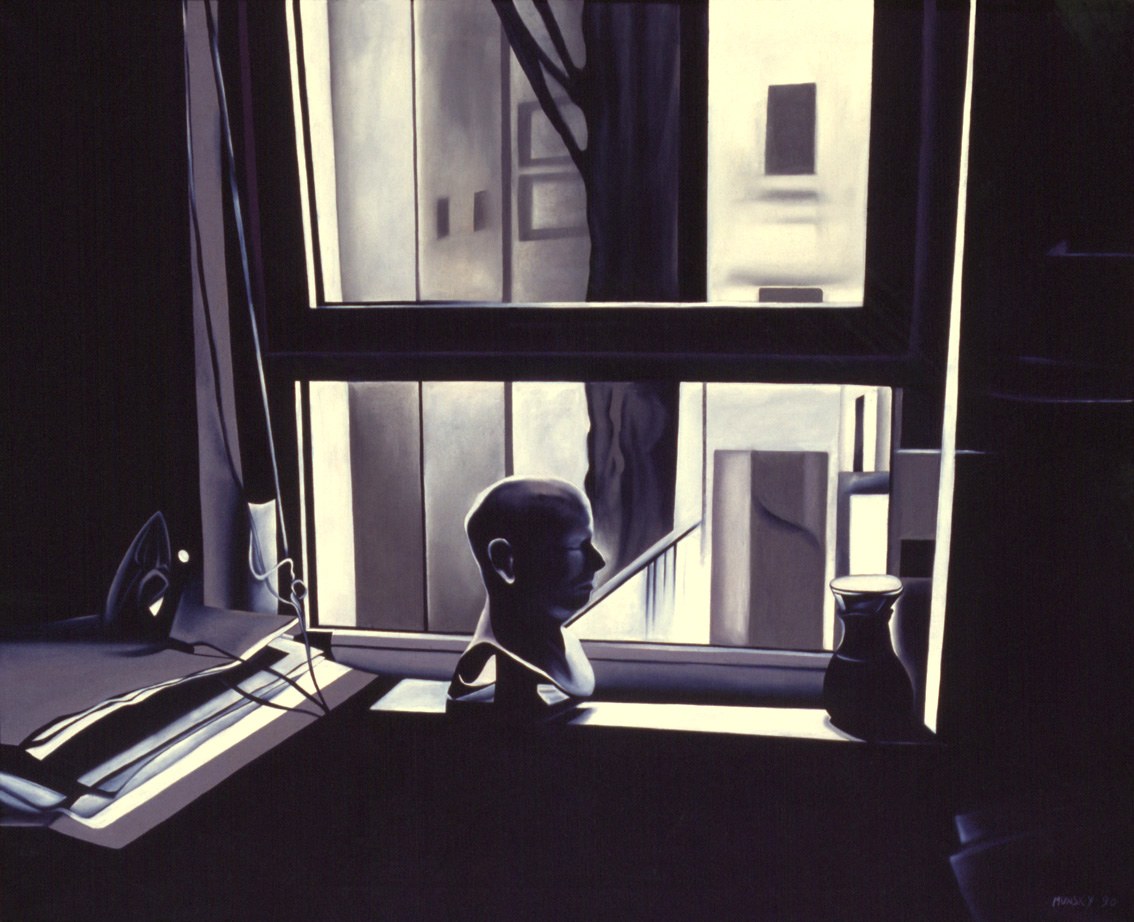
Maina-Miriam Munsky, Hamburg-Atelier Duwe, 1990

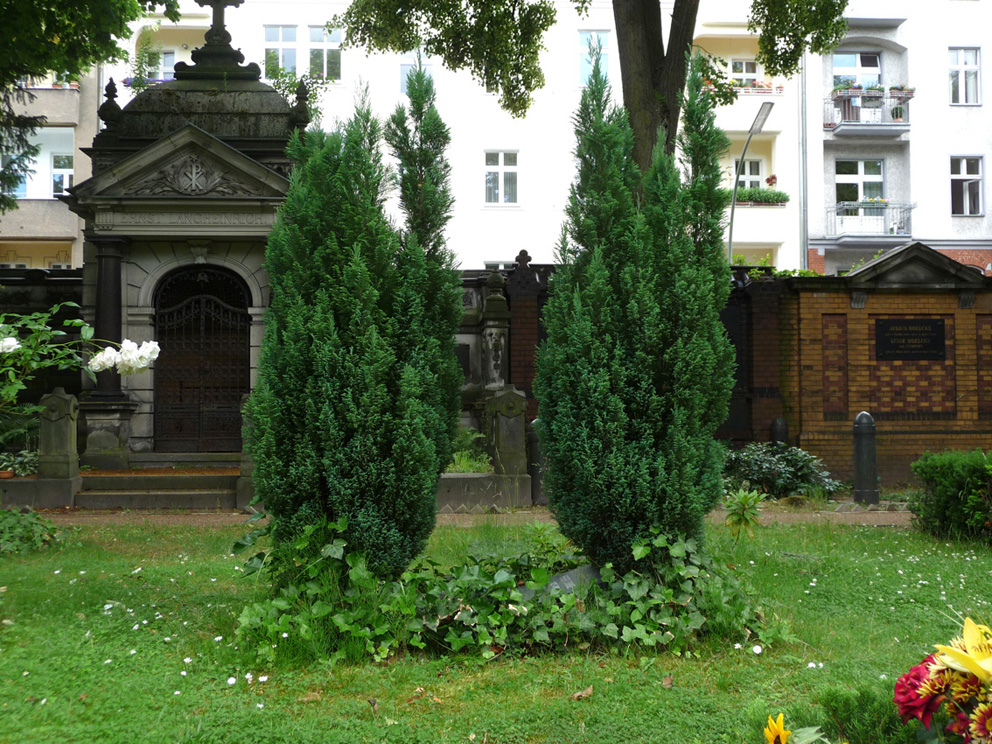
Grab von Maina-Miriam Munsky und Peter Sorge, Alter St.-Matthäus-Kirchhof Berlin

Maina-Miriam Munsky (* 24. September 1943 in Wolfenbüttel als Meina Munsky; † 26. Oktober 1999 in Berlin) war eine deutsche Malerin des Neuen Realismus, die in den 1970er Jahren in West-Berlin mit ihren großformatigen Gemälden von Geburten, Abtreibungen und Operationen bekannt wurde.

## Leben
Munsky wurde 1943 als Tochter des Architekten Oskar Munsky (* 1910 in Marienburg; † 1947 in einem Kriegsgefangenenlager) und der Fotografin Gertrud Schmidt (* 1912 in Darmstadt; † 1986 in Wolfenbüttel) geboren. Ihr Vater war in den 1930er Jahren als Schüler von Hans Poelzig beteiligt am Erweiterungsbau des U-Bahnhofs für das Berliner Olympiastadion und an der Errichtung der Reichswerke AG für Erzbergbau und Eisenhütten „Hermann Göring“ in Salzgitter. Im März 1962 beendete Munsky ihre schulische Laufbahn an der Anna-Vorwerk-Oberschule mit dem Realschulabschluss.
Ab dem Herbstsemester 1962 studierte sie in der Klasse von Peter Voigt an der Städtischen Werkkunstschule in Braunschweig, die im Jahr darauf eine Aufwertung zur Staatlichen Hochschule für Bildende Künste erfuhr. 1963 hatte Munsky eine Abtreibung, die in Amsterdam vorgenommen wurde, da der Eingriff in diesen Jahren in Deutschland strafrechtlich verfolgt wurde. Die Abtreibung kann als ein Auslöser für ihre spätere malerische Thematik gelten. Von 1964 bis 1965 setzte sie ihr Studium durch ein Stipendium an der Accademia di Belle Arti in Florenz in der Klasse von Ugo Capocchini fort und machte in Italien ihren Abschluss als Grundschullehrerin. In Florenz veränderte Munsky ihr Äußeres, färbte ihre blonden Haare schwarz, was sie von da an bis zu ihrem Lebensende beibehielt, kleidete sich ausschließlich in Schwarz, änderte ihren in der Geburtsurkunde eingetragenen Vornamen von Meina in Maina und fügte den Namen Miriam, der jüdischen Ursprungs ist, hinzu. Von 1966 bis 1970 studierte sie an der Staatlichen Hochschule für Bildende Künste Berlin bei Alexander Camaro und Hermann Bachmann. An der HdK entwickelte Munsky ihre ersten Gemälde von Embryonen im Mutterleib.
Auf der Suche nach einer Ausstellungsmöglichkeit lernte sie den Zeichner und Grafiker Peter Sorge kennen. Sorge vermittelte ihre erste Einzelausstellung in der Künstlerselbsthilfegalerie Großgörschen 35, die im Februar 1968 eröffnet wurde. Die Künstler der Großgörschengruppe, aus denen die Kritischen Realisten hervorgingen, nahmen der Gesellschaft gegenüber eine skeptische Haltung ein und bezogen sich auf Vorbilder wie George Grosz, Hannah Höch oder John Heartfield, das Prinzip Collage und Dada. 1970 heirateten Maina-Miriam Munsky und Peter Sorge. Im selben Jahr wurde sie Mitglied des Deutschen Künstlerbundes, an dessen großen Jahresausstellungen sie bis 1984 teilnahm. Im Dezember 1972 wurde der Sohn Daniel Ben geboren.
Munsky zählte zu den Gründungsmitgliedern der Gruppe Aspekt, die von 1972 bis 1978 bestand. Mitglieder waren die Künstler Hermann Albert, Bettina von Arnim, Ulrich Baehr, Hans-Jürgen Diehl, Arwed D. Gorella, Wolfgang Petrick, Joachim Schmettau, Peter Sorge und Klaus Vogelgesang. In den 1970er Jahren erfolgten erste Ankäufe von Museen. Auch das Museum of Modern Art und die Sammlung der Bundesrepublik Deutschland nahmen je eine Arbeit der Malerin in ihre Bestände auf. Über das Aufsehen, das Munskys Arbeiten immer wieder auslösen, schrieb die Kunsthistorikerin Katrin Sello in der Zeit vom 2. Mai 1975: „Das ist keine Kritik an der unpersönlichen Sachlichkeit moderner Gynäkologie, auch wenn Maina-Miriam Munsky in Berlin den Kritischen Realisten zugerechnet wird und der Gruppe „Aspekt“ angehört. Das Provozierende der Bilder liegt in einem anderen Bereich. Indem sie ohne alle Sublimierung ins Mythologische oder Idyllische den realen Vorgang der Geburt vor Augen führen, verletzen sie Tabus, mobilisieren sie alle Widerstände des Betrachters, bis zur Abwendung und abrupten Ablehnung, weil sie an eine traumatische Grenze rühren.“
Von der Teilnahme an der Ausstellung „Künstlerinnen international 1877-1977“, die in der Orangerie des Charlottenburger Schlosses stattfand, wurde Maina-Miriam Munsky ausgeschlossen. Die Ausstellung galt als bis dahin wichtigste Bestandsaufnahme weiblicher Kunst. Gezeigt wurden über fünfhundert Werke von insgesamt einhundertneunzig Künstlerinnen, darunter Louise Nevelson, Paula Modersohn-Becker, Meret Oppenheim, Georgia O’Keeffe, Eva Hesse, Bridget Riley, Käthe Kollwitz, Sonja Delaunay oder Gabriele Münter. Die Jury, die aus der 1969 gegründeten Neuen Gesellschaft für Bildende Kunst hervorging und sich ausschließlich aus Frauen zusammensetzte, begründete Munskys Ausschluss mit dem Argument, ihre unbeteiligt formulierten Geburtenbilder seien nicht weiblich. Zusätzlich wurde der Malerin vorgeworfen, sie mache sich mit den sexistischen Darstellungen ihres Ehemannes Peter Sorge gemein, der in seinen Zeichnungen Fotografien aus pornografischen Zeitschriften mit Gewaltszenen kombiniere. Munsky hingegen distanzierte sich bereits seit den frühen 1970er Jahren von Solidaritätsbekundungen gegenüber ihren Geschlechtsgenossinnen. Befragt, wie sie ihre Position als Frau im Kunstbetrieb sehe, äußerte die Malerin wiederholt öffentlich, sie sei dagegen, dass sich Frauengruppen zusammenschließen, das schaffe nur neue Isolation.
Zur Frauenbewegung als solche jedoch hatte sie sich in einem Interview mit Cillie Rentmeister – in deren von der Frauenjury von „Künstlerinnen International“ beauftragten, aber unmittelbar vor Drucklegung entfernten Katalog-Beitrag – ausgesprochen positiv geäußert:

„Ich habe mich immer sehr für diese Frauenbewegungsgruppen interessiert; da gab es doch Gruppen, die die Abtreibungssache unterstützt haben, und da hab ich immer gedacht: Mensch, das ist doch genau das, was Du willst, warum machst Du da eigentlich nicht mit? Aber da war halt immer die Angst, um Gottes Willen, noch was, was dich auffrißt. Und es reicht dann eine Sache oder jetzt mit dem Kind zwei Sachen, die einen auffressen. Aber ich halte die Frauenbewegung für derart wichtig, und ich glaube auch, daß es das ist, was von unserer Zeit, von unseren Jahren, später übrig bleiben wird, und daß das eine Sache ist, die man hinten und vorne und überall unterstützen sollte.“

Von 1979 bis 1981 fand die von der Berliner Bestandsaufnahme angeregte Wanderausstellung „feministische kunst internationaal“ in Museen in Holland, Dänemark und Schweden statt, an der Munsky dann mit mehreren Arbeiten beteiligt war.
Auf dem Höhepunkt ihrer künstlerischen Anerkennung wurde Munskys sechsteilige Bilderfolge Das rote Tuch, begleitend zu einer Ausstellung von Frida Kahlo und Tina Modotti, im Hamburger Kunstverein ausgestellt. Von 1982 bis 1984 hatte die Malerin eine Gastprofessur für Grundlehre an der HBK Braunschweig. 1984 erhielt sie den Kunstpreis des Landes Niedersachsen. 1986 hatte sie in dem Fernsehfilm Bankgeheimnisse einen Cameo-Auftritt zusammen mit einer Werkschau ihrer Bilder die vollkommen unpassend aber sehr ironisch in einem sproeden Kunden-Raum einer Bankfiliale platziert wurden. 1988 hatte sie eine Gastprofessur an der Internationalen Sommerakademie Pentiment der Hochschule für Angewandte Wissenschaften in Hamburg. Ab 1990 war sie Mitglied des Künstlersonderbundes. 1991 hatte Munsky eine Dozentur an der Sommerakademie in Bremerhaven. Die Malerin wurde von der Berliner Galerie Poll vertreten.
Munsky starb 1999 im Alter von 56 Jahren in Berlin an den Folgen ihres Alkoholkonsums. Das Gemeinschaftsgrab von Maina-Miriam Munsky und Peter Sorge befindet sich auf dem Alten St.-Matthäus-Kirchhof Berlin im Stadtteil Schöneberg. 2013 erschien ein erstes Bestandsverzeichnis von Munskys Werk, Die Angst wegmalen, herausgegeben von Jan Schüler und der Kunststiftung Poll, Berlin.

## Werk
Munsky zählte mit Peter Sorge, Klaus Vogelgesang, Wolfgang Petrick oder Ulrich Baehr zu den Künstlern des Kritischen Realismus, einer Kunstrichtung, die sich Ende der 1960er Jahre in West-Berlin formierte. Zwar hatten diese Künstler kein fest umrissenes Programm, doch gemeinsam war allen, neben der realistischen Intention, das Bedürfnis der Abgrenzung gegenüber den amerikanischen Foto- und Hyperrealisten und der Anspruch, politische Erfahrungen in einer künstlerischen Produktion zu reflektieren.
Munsky übertrug ihre selbst aufgenommenen Fotovorlagen mit Hilfe eines Diaprojektors auf die Leinwand. Doch war sie keine Fotorealistin im eigentlichen Sinn und orientierte sich an der Neuen Sachlichkeit, am Verismus der 1920er Jahre. In ihren Bildern veränderte sie die Vorlagen, ordnete das Bildgeschehen durch Reduktion auf das Wesentliche und eine strenge Komposition. Häufig legte sie die Hintergründe ihrer Gemälde als monochrome Flächen an, so dass der Blick des Betrachters nicht vom eigentlichen Geschehen abgelenkt werden konnte. Ihre malerische Thematik drehte sich um Schwangerschaft, den Prozess der Geburt, Operation und Tod. In ihren Werken wie „Emanzipation“ und „Zwillinge I und II“ sind klinische Räume und medizinische Apparaturen charakteristisch. Bekannt wurde die Künstlerin durch die sozialpsychologische Darstellung dieses Themenbereichs. Sie dokumentierte in exakten, nüchternen Bildern aus dem Kreißsaal eindrucksvoll das Potential des Fotorealismus.
Ab 1967 verwirklichte Munsky ihre ersten Bilder von Geburten, die an ein Tabu rührten und auf Widerstand stießen. Diese frühen Darstellungen von Embryonen, Körperhaftem in Andeutungen, Föten und Geburtszenarien malte sie in einem weichen, fließenden Duktus, der nur von gitterähnlichen Strukturen, Gerüsten, Käfigen und Linien eingefangen wurde. Arbeiten aus dieser Periode erinnern gelegentlich an surrealistische Formen aus den Bildern Salvador Dalis oder an Arbeiten von Francis Bacon. 1970 durfte Munsky, nach Prüfung durch eine Kommission der Klinikleitung, für neun Monate in der Städtischen Frauenklinik Berlin-Neukölln bei Erich Saling im Kreißsaal während Geburten und Operationen fotografieren. Nach den dort entstandenen Fotografien nahmen ihre Gemälde konkretere, strengere Formen an und zeigten wiedererkennbare Situationen. Nachdem sich Munsky über zwei Jahrzehnte ausschließlich mit Geburts- und Operationsthemen auseinandergesetzt hatte, veränderte sie ab 1989 zum ersten Mal ihr Sujet und malte eine Serie von düster wirkenden und menschenleeren Räumen sowie Ausblicken auf bleiche Fensterscheiben und Häuserfronten.

## Einzelausstellungen (Auswahl)
- 1968: Großgörschen 35, Berlin
- 1970: Munsky - Sorge, Galerie Siegmund Pörtner, Sennestadt (mit Peter Sorge)
- 1970: Munsky - Sorge, Galerie Ostentor, Dortmund (mit Peter Sorge)
- 1970: Munsky - Sorge, Ausstellungspavillon, Kiel (mit Peter Sorge)
- 1971: Neue Bilder und Graphik, Galerie Poll, Berlin
- 1971: Vierter Kongress für Perinatale Medizin, Kongresshalle, Berlin
- 1972: Munsky, Galerie Wendelin Niedlich, Stuttgart
- 1973: Maina-Miriam Munsky. Bilder, Galerie Hans-Jürgen Niepel, Düsseldorf
- 1974: Galerie Ostentor (mit Peter Sorge), Dortmund
- 1975: Neue Bilder und Zeichnungen, Galerie Poll, Berlin
- 1976: Kunstverein, Wolfenbüttel
- 1976: Maina-Miriam Munsky, Märkisches Museum, Witten
- 1977: Städtische Galerie (mit Hede Bühl), Villingen-Schwenningen
- 1978: Behauptungen 1. Maina-Miriam Munsky, Institut für moderne Kunst Nürnberg im Schauspielhaus, Nürnberg
- 1979: Galerie Apex (mit Helga Jahnke), Göttingen
- 1981: Bilder und Zeichnungen, Neuer Berliner Kunstverein, Berlin
- 1982: Kunstverein (mit Frida Kahlo und Tina Modotti), Hamburg
- 1987: Galerie Walter Bischoff (mit Barbara Heinisch und Barbara Quandt), Chicago
- 1987: Galerie Gering-Kulenkampff (mit Peter Sorge), Frankfurt
- 1989: Städtische Galerie, Oberhausen (mit Sarah Haffner und Ludmila Seefried-Matějková)
- 1991: Galerie im Schiller-Haus der VHS (mit Peter Sorge), Bremerhaven
- 1991: Galerie Hans-Jürgen Niepel, Düsseldorf
- 1992: Maina-Miriam Munsky. Malerei • Zeichnung • Graphik, Kulturspeicher der VHS Oldenburg
- 2007: Das Kaltlicht der Welt erblicken, Galerie Poll, Berlin
- 2013: Die Angst wegmalen. Maina-Miriam Munsky (1943–1999), Galerie Poll, Berlin
- 2014: Die Angst wegmalen. Maina-Miriam Munsky (1943–1999), Frauenmuseum Bonn
- 2021: Gravidität. Malerei und Zeichnung der 1960er Jahre, Galerie Poll, Berlin
- 2023: Maina-Miriam Munsky. Im Kaltlicht der OP-Lampe, Wilhelm-Fabry-Museum, Hilden

## Gruppenausstellungen (Auswahl)
- 1967: Centro per stranieri, Palazzo Strozzi, Florenz
- 1968: Das Gesicht unserer Zeit, Kunstverein, Düsseldorf
- 1970–90: Deutscher Künstlerbund
- 1970: Internationale Biennale für Druckgrafik, Grenchen/Schweiz
- 1972: Berliner Realisten, Salzburg
- 1972: From Witchdoctor to M.D. Frans Hals Museum, Haarlem
- 1973: Prinzip Realismus, Akademie der Künste, Berlin, Städtische Galerie Oberhausen, Kunstverein München, Kunstverein Freiburg, Kunstmuseum Göteborg, Kunsthalle Lund, Kunstverein Tromso, Bergen, Oslo, Amsterdam, Zürich, Athen, Rom, Mailand, Padua, Genua, Triest, Turin, Stockholm, Zagreb, Belgrad
- 1974: 25. Salon de la jeune Peinture, Paris
- 1974: Nude or naked, Treadwell Galleries, London
- 1975: Realismus und Realität, Kunstverein, Darmstadt
- 1975: Nouveau Realisme Allemand, Goethe-Institut, Toulouse
- 1976: Realismus der 20er und 70er Jahre in der Bundesrepublik und Westberlin, Gedok, Hamburg
- 1977: 5 Realisten, Kunstverein Heilbronn
- 1977: Aspekt Großstadt, Berlin, Frankfurt, München, Edinburgh, London
- 1977: Berlin now. Contemporary Art 1977, New School Art Center, New York
- 1977: Kunstpreis junger westen 1977, Kunsthalle Recklinghausen
- 1978: Ugly Realism, Institute of Contemporary Arts, London
- 1978: Hommage à Goya, Gedok, Kunsthaus Hamburg, Osnabrück, München, Freiburg, Heidelberg, Madrid, Boston
- 1978: Kunst des 20. Jahrhunderts aus Berliner Privatbesitz, Akademie der Künste, Berlin
- 1979: Westberliner Realisten, Elefanten Press Galerie Berlin, Kunsthalle des Allunionsverbandes der Bildenden Künstler der UdSSR, Moskau, Kunsthalle Rostock
- 1979: Kunst in Berlin von 1960 bis heute, Berlinische Galerie, Berlin
- 1979: feministische kunst internationaal, Haags Gemeentemuseum, Den Haag
- 1980: Formen der Zeichnung, Oldenburger Kunstverein, Oldenburg
- 1980: Liebe. Dokumente aus unserer Zeit, Kunsthalle, Darmstadt
- 1980: Berlin realistisch. 1890-1980, Berlinische Galerie, Berlin
- 1980: feministische kunst internationaal, de Oosterpoort, Groningen; Noordbrabants Museum, Den Bosch; De Vleeshal, Middelburg; de Vest, Alkmaar; Cultureel Centrum de Beyerd, Breda
- 1981: feministische kunst internationaal, Nijmeegs Museum, Nijmegen; Dänemark, Schweden
- 1983: Mensch und Landschaft in der zeitgenössischen Malerei und Graphik der BRD, Moskau, Leningrad
- 1983: 25 mladih nemskih slikarjev, Moderna Galeria, Ljubljana
- 1984: Huldigung an Max Beckmann, Galerie Poll, Berlin, Düren, Leipzig
- 1986: 15 Berliner Künstler in Brasilien/15 Artistas Berlinenes no Brasil, AK Museu de Arte de São Paulo
- 1989: 40 Jahre Kunst in der BRD, Städtische Galerie, Oberhausen, Berlin, Rostock
- 1990: Kunstminen. Neuerwerbungen zeitgenössischer Kunst 1978-1990, Kunstmuseum Düsseldorf
- 1990: Der Mensch und seine Arbeit. Eine Ausstellung des Bundesministeriums für Arbeit und Soziales, Arbeitnehmer-Zentrum Königswinter
- 1991: Das Krankenhaus und die Klinische Medizin im Spiegel der Kunst, Deutsches Krankenhausmuseum, Oldenburg 1991.
- 1992: Nordbild Noordbeeld, Niedersächsisches Landesmuseum für Kunst und Kulturgeschichte, Oldenburg, Drents Museum, Assen
- 1993: Unter anderen Umständen. Zur Geschichte der Abtreibung, Deutsches Hygiene-Museum, Dresden
- 2000: Kinder des 20. Jahrhunderts, Galerie der Stadt Aschaffenburg, Mittelrhein-Museum, Koblenz
- 2000: Der erste Schrei oder wie man in Neukölln zur Welt kommt, Museum Neukölln, Berlin
- 2004: Samariter. Arzt und Patient, Institut für Geschichte der Medizin der Technischen Universität, Dresden
- 2004: Zivilcourage. Kritischer Realismus, Politische Kunst der 60er und 70er Jahre, Märkisches Museum, Witten in Kooperation mit der Galerie Poll und der Kunststiftung Poll, Berlin
- 2006: Medizin in Geschichte und Kunst, Stadtarchiv Dresden
- 2010: Götter in Weiß. Arztmythen in der Kunst, Wilhelm-Fabry-Museum, Hilden
- 2012: Wolfsburger Sammler, Kunstverein Wolfsburg
- 2012: Aufbruch Realismus. Die neue Wirklichkeit im Bild nach ´68, Städtische Museen Heilbronn/Kunsthalle Vogelmann
- 2012: Diva & Heldin. Frauenbilder in Ost und West, Automobilforum Unter den Linden, Berlin
- 2013: Herzflattern. Junge Kunst der 1990er Jahre in Berlin, Abgeordnetenhaus von Berlin
- 2014: Das A und das O. Eine Ausstellung über Leben und Tod, Kulturambulanz/Galerie im Park, Bremen
- 2014: Der Künstlersonderbund in Deutschland: Krieg und Frieden. Realismus der Gegenwart, Uferhallen, Berlin
- 2015: West:Berlin, Stiftung Stadtmuseum Berlin im Ephraim-Palais, Berlin
- 2016: Einblick in die Sammlung. 30 Jahre Kunststiftung Poll, Berlin
- 2016–2017: Die wilden 80er Jahre in der deutsch-deutschen Malerei, Potsdam Museum, Berlin
- 2017: Maija Tabaka and West-Berlin, Lettisches Nationales Kunstmuseum, Riga
- 2020–2021: Geburtskultur. Vom Gebären und geboren werden, Frauenmuseum Hittisau
- 2021–2022: Anders normal. Revision einer Sehschwäche, Märkisches Museum, Witten[22]
- 2024 (Un)seen Stories. Suchen, Sehen, Sichtbarmachen, Staatliche Museen zu Berlin Preußischer Kulturbesitz, Kupferstichkabinett.
- 2025: Mama. Von Maria bis Merkel, Museum Kunstpalast, Düsseldorf
- 2025: Our Voices. Auf den Spuren Bildender Künstlerinnen, Wilhelm-Hack-Museum in Kooperation mit dem Deutschen Künstlerbund, Ludwigshafen[23]

## Arbeiten in öffentlichen Sammlungen
- Städelsches Kunstinstitut, Frankfurt am Main[24]
- Museum of Modern Art, New York[25]
- Kunstmuseum, Göteborg
- Museum Kunstpalast, Düsseldorf
- Berlinische Galerie, Berlin
- Neuer Berliner Kunstverein, Berlin[26]
- Landesamt für Gesundheit und Soziales (LAGeSo), Berlin
- Graphothek, Berlin
- Kunststiftung Poll, Berlin[27]
- Märkisches Museum, Witten
- Institut für Geschichte der Medizin, Medizinische Fakultät Carl Gustav Carus der Technischen Universität, Dresden
- Sammlung zeitgenössischer Kunst der Bundesrepublik Deutschland[28]
- Niedersächsisches Ministerium für Wissenschaft und Kultur, Hannover
- Graphothek der Stadtbibliothek Bremen[29]
- Hessisches Landesmuseum, Darmstadt
- Institut für Auslandsbeziehungen, Stuttgart
- Stadtmuseum Oldenburg
- Bundesanstalt für Arbeitsschutz und Arbeitsmedizin, Dortmund
- Institut für Unfallchirurgische Forschung und Biomechanik der Universität Ulm

## Monografien
- Maina-Miriam Munsky: Bilder und Radierungen 1967–1975. 3. erweiterte Auflage. Galerie Eva Poll, Berlin 1975. (mit Texten von Volker Lehmann, Dorothea Neumeister, Heinz Ohff)
- Maina-Miriam Munsky. Märkisches Museum, Witten 1976. (mit Texten von Wolfgang Zemter, Eberhard Roters, Lucie Schauer)
- Lothar C. Poll (Hrsg.): Peter Sorge. Werkverzeichnis der Radierungen, Lithografien und Handzeichnungen 1963–1979. Verlag der Galerie Eva Poll, Berlin 1979, ohne Seitenangabe.
- Maina-Miriam Munsky: Bilder und Zeichnungen. Neuer Berliner Kunstverein, Heft 47, Berlin 1981. (mit Texten von Ronald G. Laing, Lucie Schauer, Eberhard Roters)
- Sigrid Estrada: Ein Monat Berlin. Alexander Baier-Presse, Mainz 1979. (diverse Portraitaufnahmen von Munsky, ohne Seitenangabe)
- Peter Sorge: Bilder, Zeichnungen, Grafik. Neuer Berliner Kunstverein und Staatliche Kunsthalle, Berlin 1987, S. 13, 155.
- Birgit Kleber: Künstlerinnen-Portraits. Fotografien. Bezirksamt Charlottenburg / Verlag Ruksaldruck, Berlin 1989, S. 90. (Portraitaufnahme von Munsky S. 94)
- Martin Winckler: Ein Kind aus Papier. Roman. Argon Verlag, Berlin 1990. (Umschlag: Munskys Gemälde Emanzipation)
- Erhard Wehrmann: Augenblicke. Maler und Bildhauer. Fuji Photo Film (Europe) GmbH, Düsseldorf 1995. (Portraitaufnahme von Munsky vom 21. Oktober 1984, ohne Seitenangabe)
- Maina-Miriam Munsky: Das Kaltlicht der Welt erblicken. Galerie Eva Poll, Polleditionen und InfoPress Verlagsgesellschaft, Berlin 2007, ISBN 978-3-931759-07-0. (mit Texten von Lothar C. Poll und Birgit Heimbach)
- Jan Schüler: Wahlverwandtschaften. Verlag Peter Tedden, Düsseldorf 2010, ISBN 978-3-940985-15-6. (Portraits von Munsky auf S. 28, 29, 59, 68)
- Jan Schüler: Wir sind Erinnerung. Wir sind elektrisch. Verlag Peter Tedden, Düsseldorf 2013, ISBN 978-3-940985-32-3. (Portraits von Munsky auf S. 5, 7, 14, 15 und Umschlag)
- Jan Schüler, Kunststiftung Poll Berlin (Hrsg.): Maina-Miriam Munsky. Die Angst wegmalen. Bestandsverzeichnis der Gemälde und Zeichnungen 1964–1998. Mit einem Vorwort von Eva und Lothar C. Poll und Texten von Jan Schüler, Eckhart Gillen, Lucie Schauer, Heinz Ohff. Verlag Kettler, Bönen 2013, ISBN 978-3-86206-292-8.
- Axel Hinrich Murken, Sandra Abend (Hrsg.), Maina-Miriam Munsky. Im Kaltlicht der OP-Lampe. Publikation zur gleichnamigen Ausstellung im Wilhelm-Fabry-Museum mit einem Interview von Sandra Abend mit Jan Schüler und Texten von Sandra Abend, Axel Hinrich Murken, Lilith Bitzer, Verlag Murken-Altrogge, Herzogenrath 2023, ISBN 978-3-935791-79-3.

## Sammelpublikationen (Auswahl)
- Wolfgang Wangler (Hrsg.): Symbol. Zeitschrift für Bildende Kunst und Lyrik. Nr. 18, Düsseldorf 1975, ohne Seitenangabe.
- Peter Sager: Neue Formen des Realismus. Kunst zwischen Illusion und Wirklichkeit. DuMont Buchverlag, Köln 1977, ISBN 3-7701-0656-3.
- Eberhard Roters: Aspekt Großstadt. Künstlerhaus Bethanien / Gruppe Aspekt, Berlin 1977.
- Cäcilia (Cillie) Rentmeister: Der Kaiserin neue Kleider? Die Malerin als gespaltenes Wesen im Zeitalter des Männlichkeitswahns, der Frauenbewegung und der Reproduzierbarkeit von Kunstwerken. Druck gegen Zensur. Sonderdruck Berlin 1977, Entstehungszusammenhang mit "Künstlerinnen International" auf "feministberlin.de" feministberlin.de, sowie dort auch direkter Link zum Volltext feministberlin.de (PDF; 13 MB) Abgerufen am 20. März 2018.
- Heinz Ohff: Art in Berlin since 1945. In: Berlin now. Contemporary Art 1977. Goethe-House New York, Deutscher Akademischer Austauschdienst und Senat für Kunst und Wissenschaft, Berlin/New York 1977, S. 17, 56, 57.
- Eberhard Roters: Maina-Miriam Munsky. In: Berlin. A Critical View. Ugly Realism 20s-70s. Institute of Contemporary Arts und Berliner Filmfestspiele GmbH, London/Berlin 1978, S. 120, 283, Abb. 121–123.
- Eberhard Roters: Kunst in Berlin von 1960 bis heute. Band 2: Bestände 1960–1979. (insgesamt 3 Bände), Berlinische Galerie, Berlin 1979, S. 19, 111–113.
- feministische kunst internationaal. Ausstellungskatalog. Gemeentemuseum Den Haag, 1979, S. 13, 37, 48, 84, 103.
- Jörg Krichbaum, Rein A. Zondergeld: Künstlerinnen von der Antike bis zur Gegenwart. DuMont Buchverlag, Köln 1979, S. 10, 20, 28, 249, 250, Abb. 16.
- Dietrich Mahlow: Prinzip Collage. Buch 2: Ausstellung-Originale. Institut für Auslandsbeziehungen, Stuttgart 1981, S. 66 und 67.
- Chronik. In: art – Das Kunstmagazin. Nr. 8/August 1983, S. 18.
- Nicholas Treadwell (Hrsg.): Sex Occupation. Female Artist. The Art of Contemporary Women. Nicholas Treadwell Publications, Kent 1984, Abb. S. 4.
- Berlin. Ein Pflaster für Künstler. In: art – Das Kunstmagazin. Nr. 4/April 1985, S. 48, 49.
- Christa Murken-Altrogge, Axel Hinrich Murken: Prozesse der Freiheit. Vom Expressionismus bis zur Soul and Body Art. Moderne Malerei für Einsteiger. DuMont Buchverlag, Köln 1985, S. 45, Abb. S. 209.
- Jörg-Uwe Albig: Sind die Neo-Realisten Künstler oder bloß Kopisten? In: art – Das Kunstmagazin, Nr. 3/März 1986, S. 8, 9.
- Frank Nicolaus: Zuspruch und Kritik in Rufweite wissen. (Art-Serie Künstlerpaare: Peter Sorge und Maina-Miriam Munsky). In: art – Das Kunstmagazin. Nr. 9/September 1986, S. 76–85.
- art-Lexikon zeitgenössischer Künstler. In: art – Das Kunstmagazin, Nr. 6/Juni 1987, S. 77.
- Eva Poll (Hrsg.): Positionen des Realismus 1967-1972-1987. Polleditionen im Verlag der Galerie Eva Poll, Berlin 1987, S. 54, 55.
- Volker Adolphs: Aneignung und Kritik, Transformation und Konstruktion der Realität. In: Kunstminen. Neuerwerbungen zeitgenössischer Kunst 1978–1990. Kunstmuseum, Düsseldorf 1990, S. 138, 139, 146 (Abb. 160), 186.
- Paolo Bianchi: Künstlerpaare: Munsky & Sorge. In: Kunstforum international. Bd. 106, März/April 1990, Köln 1990, S. 218, 219, Abb. S. 218.
- Ruth Irmgard Dalinghaus: Wahrhaftig: Der außerkörperliche Blick durch die operative Brille. In: Nordbild Nordbeeld. Figurative Kunst aus Nordwestdeutschland und aus dem Norden der Niederlande. Drents Museum, Assen und Landesmuseum Oldenburg, Assen/Oldenburg 1992, S. 76–79, Abb. S. 77, 78.
- Gisela Staupe, Lisa Vieth: Unter anderen Umständen. Zur Geschichte der Abtreibung. Deutsches Hygiene-Museum, Dresden / Argon Verlag, Berlin 1993, Abb. auf den S. 123, 125, 131, 133.
- Eva Poll (Hrsg.): Querschnitt. 1968 vor und zurück. Verlag der Galerie Eva Poll, Polleditionen, Band 49, Berlin 1998, S. 56, 57.
- Lucie Schauer: Ende und Wende. Kunstlandschaft Berlin von 1945 bis heute. (Statement-Reihe S 28). Lindinger + Schmid, Regensburg 1999, S. 22, 183.
- Paul Pfisterer, Claire Pfisterer: Signaturenlexikon. Verlag Walter de Gruyter, Berlin / New York 1999, S. 478.
- Axel Hinrich Murken: Vom Findelkind zum Medienstar. Die Entdeckung des Kindes durch die Wissenschaften. In: Kinder des 20. Jahrhunderts. Galerie der Stadt Aschaffenburg und Mittelrhein-Museum, Koblenz 2000, S. 65, Abb. S. 67, 118.
- Klaus Türk: Perspektiven industrieller Arbeit in Deutschland seit 1945. In: Bilder der Arbeit. Eine ikonografische Anthologie. Westdeutscher Verlag, Wiesbaden 2000, S. 340, Abb. 1308, 1309.
- Michael Hübl: Szenen eines Studiums. In: Die Malerei ist tot. Es lebe die Malerei. 150 Jahre Kunstakademie Karlsruhe-die Professoren von 1947 bis 1987. Ausstellungskatalog. Städtische Galerie Karlsruhe, Lindemanns Bibliothek, Karlsruhe 2004, S. 101.
- Simone Tippach-Schneider, Katja Widmann, Die Kunst geht nicht nach Brot. In: Lebens-Mittel Kunst. Eine Ausstellung mit Bildern aus dem Kunstarchiv Beeskow und der Sammlung der Sozialen Künstlerförderung Berlin. Beeskow / Berlin 2007, S. 13, 35.
- Axel Hinrich Murken: Mythos und Wirklichkeit. Die Entfaltung der figurativen Malerei in Deutschland in der späten Nachkriegszeit. In: 100 Jahre Bilder. Deutsche Malerei des 20. Jahrhunderts. Bd. 30, Landesmuseum für Kunst und Kulturgeschichte Oldenburg/Merlin Verlag, Oldenburg 2009, S. 121, Abb. S. 120.
- Sandra Abend: Götter in Weiss. Arztmythen in der Kunst. Wilhelm-Fabry-Museum, Hilden 2010, S. 170, Abb. 93 auf S. 175.
- Michael Nungesser: Politischer Realismus. Konsumgesellschaft am Pranger. In: Aufbruch Realismus. Die neue Wirklichkeit im Bild nach ´68. Städtische Museen Heilbronn. Kerber Verlag, Bielefeld 2012, ISBN 978-3-86678-686-8, S. 131–132.
- Simone Tippach-Schneider: Maina-Miriam Munsky. In: Diva & Heldin. Frauenbilder in Ost und West. Ausstellungskatalog. Star Media, Berlin 2012, ISBN 978-3-9813375-3-2, S. 96, 97.
- Julia Bulk: Die Rezeption der Neuen Sachlichkeit in den 1960er-/1970er Jahren. In: Das Auge der Welt: Otto Dix und die neue Sachlichkeit. Hatje Cantz Verlag, Ostfildern 2012, ISBN 978-3-7757-3439-4, Abb. S. 109, 110.
- Eckhart J. Gillen (Hrsg.): Großgörschen 35. Aufbruch zur Kunststadt Berlin 1964. Ausstellungskatalog mit Texten von Barbara Esch Marowski, Lothar C. Poll, Eckhard J. Gillen. Haus am Kleistpark in Kooperation mit der Kunststiftung Poll, Berlin 2014, S. 26, 107, 119.
- Jan Schüler: Die Angst wegmalen. Leben und Werk von Maina-Miriam Munsky. In: Single Moms. Alleinstehende Mütter und ihre Lebenswelten. Marianne Pitzen / Frauenmuseum Bonn, Bonn 2014, S. 114–117, ISBN 978-3-940482-75-4.
- Künstlersonderbund in Deutschland (Hrsg.): Krieg und Frieden. Realismus der Gegenwart, Ausstellungskatalog, Berlin 2014, S. 62, 63.

## Zeitungsartikel (Auswahl)
- tr: Junge Malerin widmet sich weiblichsten Themen. Maina-Miriam Munsky aus Wolfenbüttel stellt nach Berlin demnächst auch in Wolfsburg aus. In: Wolfenbütteler Zeitung. 27. August 1968, S. 6.
- Heinz Ohff, Die Geburt ohne sentimentale Verklärung. Maina-Miriam Munsky stellte in der Berliner Kongresshalle aus. In: Wolfenbütteler Zeitung. 2. Dezember 1971, S. 7.
- Werner Rhode: Abnabelung von einem Tabu. Die Berliner Malerin Munsky stellt Geburtsbilder aus. In: Süddeutsche Zeitung, 24. November 1971.
- Peter Hans Göpfert: Operationssaal als manisches Sujet. Bilder und Radierungen von Maina-Miriam Munsky in Berlin. In: General-Anzeiger. Bonn, 6. Januar 1972.
- Dieter Biewald: Maina-Miriam Munsky. Die Tabus überdenken. Berliner Künstler im Gespräch. In: Berliner Rundschau. 6. September 1973, S. 9.
- Camilla Blechen: Stilprinzipien der Neuen Sachlichkeit. Munsky bei Poll. In: Frankfurter Allgemeine Zeitung, 23. Mai 1975, S. 27.
- Katrin Sello: Berlin: Maina-Miriam Munsky. In: Die Zeit. Nr. 19/1975, S. 20.
- Erika Lippiki: Geburt ohne Beschönigung. Maina-Miriam Munsky in der Galerie Poll. In: Der Tagesspiegel, 29. April 1975.
- Heinz Ohff: Es kommt auf uns zu. Bilder und Zeichnungen von Maina-Miriam Munsky. In: Der Tagesspiegel. 31. Oktober 1981.
- e. p: Bilder von gewaltigen Mächten. In: Hamburger Abendblatt, 2. August 1982, S. 13.
- Rolf Brockschmidt: Chronistin der modernen Klinik. Für die Malerin Maina-Miriam Munsky steht der Mensch im Mittelpunkt. (Gesichter der Großstadt) In: Der Tagesspiegel, 10. Juli 1983, S. 39.
- Dürfen wir machen, was wir können? Über die Grenzen des Eingriffs in die Welt-Fünf Antworten auf eine Frage. In: Frankfurter Allgemeine Zeitung, 24. Dezember 1983, Abb. Munsky: Bein II, S. 22.
- kai: Ikonen der Ohnmacht in klinischem Raum. Die Werke von Maina-Miriam Munsky und Peter Sorge in der Galerie Gering-Kulenkampff. In: Frankfurter Rundschau, 9. April 1987.
- Camilla Blechen: In Spitälern. Zum Tod der Malerin Maina-Miriam Munsky. In: Frankfurter Allgemeine Zeitung, 30. Oktober 1999.
- Heinz Ohff: Klinische Moderne. Zum Tod der Malerin Maina-Miriam Munsky. In: Der Tagesspiegel. 29. Oktober 1999, S. 33.
- Birgit Heimbach: Das Kalt-Licht der Welt erblicken. In: Deutsche Hebammen Zeitschrift. 3/2006, Elwin Staude Verlag, Hannover 2006, S. 66–68.
- mie: Grenzsituationen des Menschen. Wolfenbütteler Persönlichkeiten im Portrait. Maina-Miriam Munsky. In: Wolfenbütteler Schaufenster. 13. Juli 2008, S. 6.
- Martina Hesse: Ein künstlerisches Leben für Wandel und Verwandlung. Jan Schüler, Maler aus Düsseldorf, stellt im Mönchehaus Museum in der Reihe „Kunst und Medizin“ das Werk der fast vergessenen Maina-Miriam Munsky vor. In: Goslarsche Zeitung, 17. Januar 2011, S. 20.
- Dagmar Klein: Emotionales Thema kühl beobachtet. Vortrag von Jan Schüler in der Kunsthalle über „Leben und Werk von Maina-Miriam Munsky“, In: Gießener Allgemeine Zeitung, 21. August 2012, S. 29.
- Kolja Reichert: Brennpunkt Bild. Berlin, Hauptstadt der Malerei? Eine Zeitreise über Mauern und Leinwände, von den 60er Jahren bis heute. In: Der Tagesspiegel, 17. September 2013, S. 23, Abb. Munsky, Bein I.
- ir: Der Bruch mit dem Tabu. „Die Angst wegmalen“ – eine bildstarke Erinnerung an Maina-Miriam Munsky in der Galerie Poll. In: Berliner Zeitung, 19. September 2013, S. 7.
- Michael Nungesser: Lauf der Dinge. In: Der Tagesspiegel, 5. Oktober 2013, S. 30.
- Dagmar Klein: An ihrer eigenen Legende gestrickt. Der in Gießen aufgewachsene Künstler Jan Schüler legt Monografie über Berliner Malerin Maina-Miriam Munsky vor. In: Gießener Allgemeine Zeitung, 24. Dezember 2013, S. 29.
- Heinz-Norbert Jocks: Ohne Scheuklappen. Maina-Miriam Munsky, die Berliner Realistin, wird wiederentdeckt. In: Kunstzeitung. Januar 2014, Nr. 209, Verlag Lindinger + Schmid, S. 14.
- Jan-Paul Koopmann: Gesellschaftliche Fragen. Kunst um Leben und Tod. In der Kultur-Ambulanz startet das Jahresprojekt „Leben“ mit einer Kunstausstellung. In: die tageszeitung, 2. März 2014.
- Heidrun Wirth: „Die Angst wegmalen“. Arbeiten von Maina-Miriam Munsky im Bonner Frauenmuseum. In: Kölnische Rundschau, 15. Mai 2014.
- Christina zu Mecklenburg: Und plötzlich bricht die Kunst los. Bonner Ausstellungen im Frauenmuseum Bonn und in den Galerien Esszimmer und Raum für Kunst und Natur. In: General-Anzeiger, 19. Mai 2014, S. 12, Abb. Munsky: Bein I.
- Sabine Kleyboldt: Das Fräulein Mutter. Das Frauenmuseum in Bonn widmet sich den Alleinerziehenden in Vergangenheit und Gegenwart. In: Frankfurter Neue Presse, 8. Juli 2014, Abb. Munsky: Elektrode, 1973, und Neugeborene VI, 1975.
- Rosemarie Stein: Die Perinatalmalerin. Maina-Miriam Munsky (1943–1999). In: Berliner Ärzte. Die offizielle Zeitschrift der Ärztekammer Berlin, 51. Jahrgang, 12/2014, S. 35
- Angelika Leitzke, Surreal pränatal. Die Galerie Poll zeigt das grandiose Frühwerk der Berliner Malerin Maina-Miriam Munsky. In: Der Tagesspiegel, Nr. 24 590, 10. Juli 2021, S. 12.